# Подопригоры
Подопригоры (укр. Підопригори) — село,
Подопригоровский сельский совет,
Лебединский район,
Сумская область,
Украина.
Код КОАТУУ — 5922987301. Население по переписи 2001 года составляло 476 человек .
Является административным центром Подопригоровского сельского совета, в который, кроме того, входят сёла
Галушки,
Грицины,
Майдаки,
Падалки,
Сиренки,
Косенки и
Скляры.

## Географическое положение
Село Подопригоры находится в 2,5 км от правого берега реки Грунь.
На расстоянии в 1 км расположено село Павленково, в 1,5 км — сёла Протопоповщина и Грицины, в 2-х км — сёла Катериновка и Сиренки.
Рядом проходит автомобильная дорога Т-1918.

## История
- Село Подопригоры известно с XIX века.

## Экономика
- Молочно-товарная ферма.
- «Батькивщина», ООО.
- «Надь», ЧП.

## Объекты социальной сферы
- Дом культуры.